# June Cole
June Lawrence Cole (* 1903 in Springfield (Ohio); † 10. Oktober 1960 in New York City) war ein US-amerikanischer Jazz-Bassist (Kontrabass, Tuba, Basssaxophon).
Cole gehörte zu Beginn seine Karriere einer lokalen Band in Springfield an, aus der McKinney’s Cotton Pickers hervorgingen, bei denen er 1924 bis 1926 spielte. 1926 bis 1929 arbeitete er bei  Fletcher Henderson. Bei Henderson wechselte er endgültig von den tiefen Blasinstrumenten zum Kontrabass. Danach ging er mit Benny Peyton nach Europa, wo er eine Weile blieb, nach Peyton bei Sam Wooding und Willie Lewis. 1936 bis 1939 war er länger krank und konnte nicht spielen. In dieser Zeit lebte er in Paris. 1941 kehrte er in die USA zurück nach New York City, wo er mit eigenen Gruppen und im Quartett von Willie The Lion Smith spielte. Er wurde Besitzer eines populären Plattenladens in Harlem, spielte aber noch gelegentlich in kleinen Clubs.
Er nahm mit Henderson, Wooding, Willie Lewis, Django Reinhardt, Bill Coleman, Don Redman, Tommy Ladnier, Benny Carter, Coleman Hawkins, Clarence Williams und Bessie Smith auf.